# José Javier Barkero Saludes
José Javier Barkero Saludes (nascut el 27 d'abril de 1979 a Aretxabaleta) és un exfutbolista basc que jugava com a migcampista ofensiu.